# HIT Kijów
HIT Kijów (ukr. Міні-футбольний клуб «ХІТ» Київ, Mini-Futbolnyj Kłub "HIT" Kyjiw) – ukraiński klub futsalu oraz piłki nożnej plażowej, mający siedzibę w mieście Kijów. Od sezonu 2016/17 występuje w futsalowej Ekstra-Lidze Ukrainy.

## Historia
Chronologia nazw:
- 2005: HIT Kijów

Klub futsalowy HIT Kijów został założony w 2005 roku przez firmę "Enej" z Kijowa.
Najpierw zespół występował w amatorskich rozgrywkach o nazwie "Biznes-liha", zdobywając wielokrotnie mistrzostwo w futsalu. W sezonie 2012/13 roku został mistrzem Ukrainy wśród amatorów. W sezonie 2014/15 zespół debiutował w profesjonalnych rozgrywkach futsalowych, zajmując pierwsze miejsce w Pierwszej Lidze. Również został finalistą Pucharu Ukrainy. W następnym sezonie 2015/16 obronił swój tytuł mistrzowski w pierwszej lidze i ponownie został finalistą Pucharu Ukrainy. W sezonie 2016/17 roku zespół przystąpił do rozgrywek Ekstra-ligi, gdzie zajął końcowe czwarte miejsce. W sezonie 2017/18 zajął znów czwarte miejsce w lidze oraz zdobył Superpuchar.
Oprócz tego, klub występuje w rozgrywkach piłki nożnej plażowej, a w 2016 roku osiągnął swój najwyższy sukces - zdobył Puchar Ukrainy.
Obecnie gra w najwyższej klasie rozgrywek ukraińskiego futsalu.

## Barwy klubowe
| Niebieski |

## Sukcesy

### Trofea międzynarodowe
Nie uczestniczył w rozgrywkach europejskich (stan na 31-05-2018).

### Trofea krajowe
| \| \| Zdobyte trofea w rozgrywkach Ukrainy (stan na: 31-05-2018) \| |                                                            |      |                           |
| Rozgrywki                                                           | Osiągnięcie                                                | Razy | Sezon(y)                  |
| · Mistrzostwo                                                       | I miejsce                                                  | 0    |                           |
| · Mistrzostwo                                                       | II miejsce                                                 | 0    |                           |
| · Mistrzostwo                                                       | III miejsce                                                | 0    |                           |
| · Mistrzostwo                                                       | 4.miejsce                                                  | 2    | 2016/17, 2017/18          |
| Puchar                                                              | zdobywca                                                   | 0    |                           |
| Puchar                                                              | finalista                                                  | 3    | 2014/15, 2015/16, 2016/17 |
| · Superpuchar                                                       | zdobywca                                                   | 1    | 2017                      |
| · Superpuchar                                                       | finalista                                                  | 0    |                           |
| II liga                                                             | I miejsce                                                  | 2    | 2014/15, 2015/16          |
| II liga                                                             | II miejsce                                                 | 0    |                           |
| II liga                                                             | III miejsce                                                | 0    |                           |
| Ukraina                                                             | Zdobyte trofea w rozgrywkach Ukrainy (stan na: 31-05-2018) |      |                           |

## Piłkarze i trenerzy klubu

### Trenerzy
...
 Ołeh Lukjanenko (2010–2018)
 Dmytro Szuwałow (2018–obecnie)

## Struktura klubu

### Stadion
Klub rozgrywa swoje mecze domowe w Hali Kompleksu Sportowego CSK ZSU w Kijowie. Pojemność: 1500 miejsc siedzących.

### Inne sekcje
Klub posiada również sekcję piłki nożnej plażowej.